# سیارک ۱۱۲۲۸
سیارک ۱۱۲۲۸ (به انگلیسی: 11228 Botnick، نامگذاری:1999JW49) یازده هزار و دویست و بیست و هشتمین سیارک کشف شده‌است که در ۱۰ مه ۱۹۹۹ کشف شد.
قدر مطلق سیارک برابر ۱۶٫۲ است.